# Vasilj Bikav
Vasilj Uladzimiravič Bikav (blr. ; Vasilj Vladimirovič Bikov, rus. Василь Владимирович Быков; 19. јun 1924 — 22. jun 2003) bio je sovjetski i beloruski pisac, javna ličnost, veteran Drugog svetskog rata. Većinu njegovih književnih dela čine priče, čija se radnja odvija u Drugom svetskom ratu i pokazuju težak moralni izbor čoveka u dramatičnim trenucima. Krajem 90. godina XX veka se Bikav smatrao najverovatnjim beloruskim kandidatom za Nobelovu nagradu za književnost.

## Život i stvaralaštvo
Rođen u seljačkoj porodici, Bikav je od detinjstva počeo da se bavi crtanjem i nastavio je školovanje na odseku vajarstva u Vitepskoj školi umetnosti od 1939. do 1949. godine (koju je pokrenuo  1919. slikar Mark Šagal uz kasniju pomoć Kazimira Maljeviča), koju je napustio zbog ukidanja stipendija. Nakon napuštanja škole, obrazovanje je nastavio u školi fabričke početne stručne pripreme. Maturirao je 1941. godine.
Početak rata je dočekao u Ukrajini, odakle je kao izbeglica krenuo u Rusiju.
Mobilizovan je 1942. godine i do 1943. godine je pohađao Saratovsku pešadijsku oficirsku školu. U jesen 1943. godine, kao potporučik, krenuo je u rat. Učestvovao je u oslobađanju Ukrajine, Moldavije, u ratnim operacijama u Bugarskoj i Jugoslaviji, Mađarskoj i Austriji. Kraj rata je dočekao kao oficir artiljerije i napustio je vojsku 1947. godine.  Radio je kao novinar u Grodnu, u Belorusiji, ali se 1949. godine ponovo vratio u vojsku gde je ostao sve do 1955. godine. Nakon toga je ponovo radio u Grodnu kao novinar lokalnih novina do 1972. godine.
Od 1972. do 1988. godine pored pisanja se bavio poslovima koji su dolikovali piscima njegovog položaja kao dobitnika više državnih nagrada: sekretar Saveza sovjetskih pisaca i poslanik republičke skupštine Belorusije.
Počeo je da se bavi opozicionom delatnošću 1988. godine, kada je postao jedan od osnivača Beloruskog narodnog fronta, prvog pokreta beloruske inteligencije krajem 80-ih godina po uzoru na slične pokrete u drugim sovetskim republikama, pre svega baltičkih.
Od 1989. do 1990. godine bio je poslanik u Savetu poslanika SSSR, gde je bio član tzv. Međuregionalne grupe, u kojoj su članovi bili i disident Andrej Saharov, Boris Jeljcin itd.
Bio je prvi predsednik beloruskog PEN-centra.
Uloga Bikava do sada je u Belorusiji veoma diskutabilna. Kao pisac je od 60. godina XX veka pripadao krugu inteligenicije od nacionalnog značaja iako  se nikada ne bi reklo da je bio miljenik vlade i komunističke partije. U isto vreme upravo ova uloga moralnog autoriteta koju je posedovao kao ratni pisac i veteran i koju mu nikad nije osporila ni partija, dozvolila mu je da pruži izuzetno ozbiljnu nezamenljivu podršku Beloruskom narodnom frontu (BNF). Komunistička stranka i kasnije beloruski predsednik Lukašenko su voleli da paušalno svrstavaju BNF u niz ultranacionalističkih i gotovo fašističkih organizacija što nije bilo lako da se nastavi kada je u pitanju bila ličnost poput Bikava.
Beloruska vlast se i do danas odupire zahtevu da jedna od centralnih ulica Minska dobije njegovo ime, iako čak i pisci Vladinog diskursa kao što je Nikolaj Čerginec vole da naglašavaju svoje prijateljstvo s Bikavim i protestuju protiv monopolizacije Bikava opozicijom.
Prva beloruska dobitnica Nobelove nagrade Svetlana Aleksijevič u više navrata je Bikava navela kao jednog od svojih nastavnika. Jedan je od osnovnih začetnika takozvane lejtenantske (poručničke) proze, talasa koji je postao veoma popularan u Sovjetskom savezu 60-ih godina XX veka. Lejtenantsku prozu su stvarali bivši poručnici, koji su za razliku od patetične proze i herojskih generalskih memoara prvih posleratnih godina pružili čitaocima potpuno drugačiju sliku rata iz rovovske perpektive.

## Bibliografija
- 1960 – Жураўліны крык
- 1960 – Ход канём
- 1962 – Трэцяя ракета
- 1964 – Альпійская балада
- 1965 – Адна ноч
- 1970 – Сотнікаў
- 1971 – Абеліск
- 1973 – Дажыць да світання
- 1974 – Воўчая зграя
- 1975 – Яго батальён
- 1978 – Пайсці і не вярнуцца
- 1983 – Знак бяды
- 1989 – У тумане
- 1997 – Сцяна
- 2003 – Доўгая дарога да дому

## Spoljašnje veze
- Vasil Bykaŭ (in Belarusian, Russian, and English)
- Vasil Bykaŭ's works on-line
- Vasil Bykaŭ, 79, Belarusian Novelist // The New York Times
- Vasilj Bikav на сајту Find a Grave (језик: енглески)
- Vasil Bykov Архивирано на веб-сајту  (17. август 2019) on the Official Website of the Republic of Belarus Архивирано на веб-сајту  (2. април 2020)